# Daniel López Parada
Daniel López Parada (La Coruña, 21 de enero de 1994) es un ciclista español.
Debutó como profesional con el equipo Burgos-BH en 2016. Destacó como amateur ganando una etapa de la Vuelta a Cantabria y otra de la Vuelta a Zamora, así como victorias en el Gran Premio Mungia-Memorial Agustín Sagasti o en el Gran Premio Ciudad de Vigo.

## Palmarés
2018
- 1 etapa de la Vuelta al Lago Qinghai[6]

## Equipos
- Burgos-BH (2016-2019)